# Valentinskirche (Sirbis)

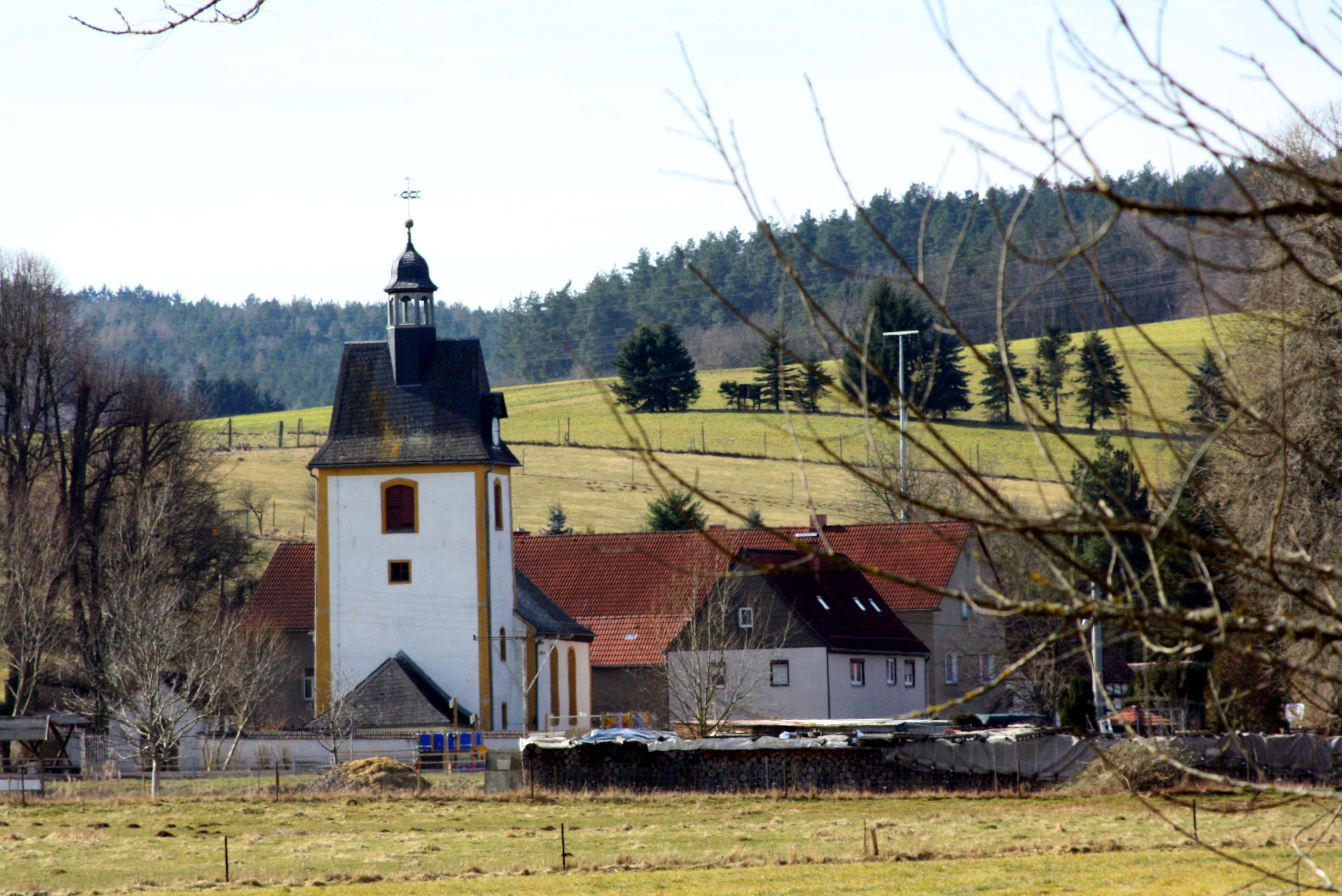
Blick auf die Kirche

Die evangelische Valentinskirche steht im Ortsteil Sirbis der Gemeinde Zedlitz im Landkreis Greiz in Thüringen. Sie gehört zur Kirchengemeinde Weida im Kirchenkreis Gera der Evangelischen Kirche in Mitteldeutschland.

## Geschichte
Die genaue Erbauungszeit des Gotteshauses ist unbekannt. Es wurde wahrscheinlich im 12. oder 13. Jahrhundert erbaut und ist aus einer romanischen Kapelle hervorgegangen.
Der Holzdeckenabschluss und der Turmkörper sind Reste der romanischen Vorgängerkapelle. Seit 1543 wird die Kapelle als Pfarrkirche benutzt.
1719/20 erfolgten große Umbaumaßnahmen zur Kirche. Das Kirchenschiff wurde verlängert und Emporen wurden in den Saal eingebaut. Das Langhaus bekam größere Fenster. Die romanische Apsis im Osten wurde 1872 abgerissen. 1899 wurde der Innenraum gestaltet und ausgemalt. Die letzten größeren Baumaßnahmen wurden 1924 durchgeführt.
1987 rettete man die Turmhaube vor dem drohenden Einsturz; durch das defekte Dach war Regenwasser eingedrungen. Bei den Reparaturarbeiten fand man im Turmknopf hinterlegte Urkunden aus den Jahren 1711, 1865 und 1903. Im Jahr 1990 wurden weitere Urkunden dem neuen Turmknopf beigefügt.
Nach der Wiedervereinigung beider deutschen Staaten wurde der Kirchturm saniert. 1991–1992 wurden der Turm und das Schiff neu verputzt. 1993 erfolgte die Erneuerung der elektrischen Anlage sowie die Installation einer funkgesteuerten Turmuhr.
1994 erfolgte eine Schwammsanierung des Kirchendaches mit folgender Deckung des vorderen Kirchendaches.
Die Kirchgemeinde beauftragte 1994 die Innenausmalung des Hauses. Am 18. August 1996 fand die Neueinweihung am Valentinstag statt.

## Trampeli-Orgel
Von 1775 bis 1778 schuf die Orgelbaufirma Trampeli die Orgel. Das Instrument hat 12 Register auf einem Manual und Pedal. Restauriert wurde es 2004 von dem Unternehmen Vogtländischer Orgelbau Thomas Wolf.
Disposition
| - Manual (C, D–c³): 1. Principal 4' 87% Zinn; Rekonstruktion 2. Quintadena 8' Zinn gedeckt 3. Bordun 8' Holz gedeckt 4. Flauto amabile 4' Holz offen, Birnbaumdeckel Diskant 5. Nasat 3' Zinn; Teilrekonstruktion, Rohrgedackt, Diskant offen konisch 6. Octava 2' Zinn offen 7. Quinta 1 ½v Zinn offen; Rekonstruktion 8. Flageolet 1' Zinn offen; Rekonstruktion 9. Cornetti 3fach ab c¹ Zinn 10. Mixtur 3fach 1' Zinn; Teilrekonstruktion | - Pedal (C, D–c¹): 1. Principalbaß 8' Holz 2. Subbaß 16' Holz |

Koppeln: Pedalkoppel, Kanaltremulant Rekonstruktion, Zimbelstern Rekonstruktion steht noch aus